# Кампи-Бизенцио
Кампи-Бизенцио (итал. Campi Bisenzio) — коммуна в Италии, располагается в области Тоскана, в провинции Флоренция.
Население коммуны, на 01.01.2024 года, составляет 47 561 человек, плотность населения ─ 1654,20 чел./км². Занимает площадь 28,75 км². Почтовый индекс — 50013. Телефонный код — 055.
Покровителем населённого пункта считается святая Тереза Мария Креста.

## Демография
Динамика населения:
Более 25% населения - иностранцы (китайцы-10%, албанцы и румыны).

## Администрация коммуны
- Официальный сайт: http://www.comune.campi-bisenzio.fi.it/ Архивная копия от 28 августа 2008 на Wayback Machine